# Championnat des Seychelles de football 2013
Navigation
Saison précédente Saison suivante
La saison 2013 de Barclays First Division est la trente-quatrième édition de la première division seychelloise. Les dix meilleures équipes du pays s'affrontent en matchs aller et retour au sein d'une poule unique. À la fin du championnat, le dernier du championnat est relégué tandis que l'avant-dernier doit disputer un barrage de promotion-relégation face au 2e de D2.
C'est le club de Côte d'Or FC qui remporte la compétition, après avoir terminé en tête du classement final, avec deux points d'avance sur La Passe FC et quatorze sur le tenant du titre, Saint-Michel United. C'est le tout premier titre de champion des Seychelles de l'histoire du club.

## Les équipes participantes
| - Anse Réunion FC - Saint-Michel United - La Passe FC - Light Stars FC - Northern Dynamo | - Saint-Louis Suns FC - Saint-Roch United - Saint-Francis Baie Lazare - Côte d'Or FC - The Lions Cascades FC - Promu de D2 |

## Matchs
Le classement est établi sur le barème de points classique (victoire à 3 points, match nul à 1, défaite à 0).
| Rang | Équipe                    | Pts | J  | G  | N | P  | Bp | Bc | Diff |
| ---- | ------------------------- | --- | -- | -- | - | -- | -- | -- | ---- |
| 1    | Côte d'Or FC              | 44  | 18 | 14 | 2 | 2  | 41 | 13 | +28  |
| 2    | La Passe FC               | 42  | 18 | 13 | 3 | 2  | 44 | 11 | +33  |
| 3    | Saint-Michel United'T'C   | 30  | 18 | 8  | 6 | 4  | 37 | 17 | +20  |
| 4    | Northern Dynamo           | 25  | 18 | 7  | 4 | 7  | 37 | 24 | +13  |
| 5    | Saint-Louis Suns United   | 24  | 18 | 6  | 6 | 6  | 23 | 22 | +1   |
| 6    | Anse Réunion FC           | 24  | 18 | 7  | 3 | 8  | 33 | 36 | -3   |
| 7    | The Lions CascadesP       | 20  | 18 | 5  | 5 | 8  | 17 | 26 | -9   |
| 8    | Saint-Francis Baie Lazare | 17  | 18 | 4  | 5 | 9  | 24 | 44 | -20  |
| 9    | Light Stars FC            | 13  | 18 | 3  | 4 | 11 | 33 | 58 | -25  |
| 10   | Saint-Roch United         | 11  | 18 | 3  | 2 | 13 | 16 | 51 | -35  |

| Légende : Qualifications et relégations | Légende : Qualifications et relégations                                                     |
| --------------------------------------- | ------------------------------------------------------------------------------------------- |
|                                         | Qualification pour la Ligue des champions de la CAF 2014                                    |
|                                         | Qualification pour la Coupe de la confédération 2014                                        |
|                                         | Participation au barrage de promotion-relégation                                            |
|                                         | Relégation en deuxième division                                                             |
|                                         | T : Tenant du titre P : Promu de deuxième division C : Vainqueur de la Coupe des Seychelles |

### Barrage de promotion-relégation
Le 9e de première division, Light Stars FC, rencontre le vice-champion de deuxième division, Foresters FC, lors d'un barrage joué sur un seul match.
| Équipe 1       | Résultat | Équipe 2          |
| -------------- | -------- | ----------------- |
| Light Stars FC | 2 - 1    | (D2) Foresters FC |

Les deux clubs se maintiennent dans leur championnat respectif.

## Bilan de la saison
| Championnat des Seychelles de football 2013 |                          |
| Champion                                    | Côte d'Or FC (1er titre) |
| Coupes et trophées                          |                          |
| Vainqueur de la Coupe des Seychelles 2013   | Saint-Michel United      |
| Qualifications continentales                |                          |
| Ligue des champions de la CAF 2014          | Côte d'Or FC             |
| Coupe de la confédération 2014              | Saint-Michel United FC   |
| Promotions et relégations                   |                          |
| Promus en Barclays First Division           | Revengers FC             |
| Relégués en Division Two                    | Saint-Roch United FC     |